# Du Bo
Du Bo (杜伯) va ser el duc de Tangdu (唐杜公) durant el regnat del Rei Xuan de Zhou (827 – 781 aEC). D'acord amb la llegenda, els tangdu eren descendents de la gent que havia viscut a l'Estat de Tang, un ducat situat a l'oest de l'Estat de Yi a la província de Shaanxi. Aquest ducat va ser anihilat per Zhou Gong Dan (el Duc de Zhou), però el seu nebot Zhou Cheng Wang va permetre a la Dinastia Tang formar un nou Estat de Du, i ésser coneguts com els Tangdu o Du Shi (杜氏).